# Cohors III Lingonum

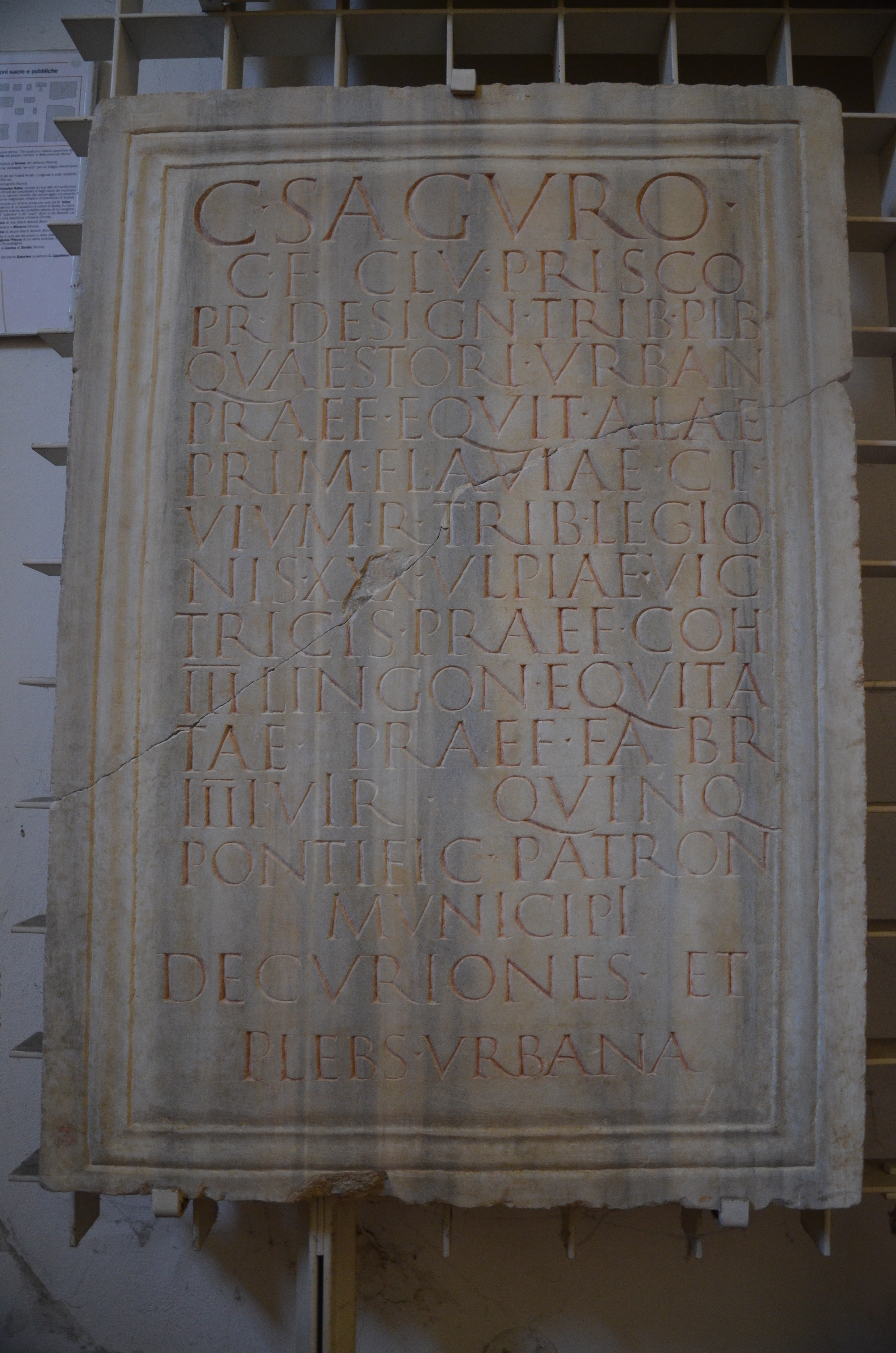
Die Inschrift des Gaius Sagurus Priscus

Die Cohors III Lingonum [equitata] (deutsch 3. Kohorte der Lingonen [teilberitten]) war eine römische Auxiliareinheit. Sie ist durch Militärdiplome und eine Inschrift belegt.

## Namensbestandteile
- Cohors: Die Kohorte war eine Infanterieeinheit der Auxiliartruppen in der römischen Armee.

- III: Die römische Zahl steht für die Ordnungszahl die dritte (lateinisch tertia). Daher wird der Name dieser Militäreinheit als Cohors tertia .. ausgesprochen.

- Lingonum: der Lingonen. Die Soldaten der Kohorte wurden bei Aufstellung der Einheit aus dem Volk der Lingonen auf dem Gebiet der römischen Provinz Gallia Belgica rekrutiert.

- equitata: teilberitten. Die Einheit war ein gemischter Verband aus Infanterie und Kavallerie. Der Zusatz kommt in einer Inschrift[1] vor.

Da es keine Hinweise auf den Namenszusatz milliaria (1000 Mann) gibt, war die Einheit eine Cohors quingenaria equitata. Die Sollstärke der Kohorte lag bei 600 Mann (480 Mann Infanterie und 120 Reiter), bestehend aus 6 Centurien Infanterie mit jeweils 80 Mann sowie 4 Turmae Kavallerie mit jeweils 30 Reitern.

## Geschichte
Die Kohorte war in der Provinz Britannia stationiert. Sie ist auf Militärdiplomen für die Jahre 103 bis 178 n. Chr. aufgeführt.
Der erste Nachweis der Einheit in Britannia beruht auf einem Diplom, das auf 103 datiert ist. In dem Diplom wird die Kohorte als Teil der Truppen (siehe Römische Streitkräfte in Britannia) aufgeführt, die in der Provinz stationiert waren. Weitere Diplome, die auf 122 bis 178 datiert sind, belegen die Einheit in derselben Provinz.

## Standorte
Standorte der Kohorte sind nicht bekannt. 

## Angehörige der Kohorte
Folgende Angehörige der Kohorte sind bekannt.
- [?],[A 1] ein Präfekt (ILGN 00643)
- Gaius Sagurus Priscus, ein Präfekt